# Гранки (Смоленская область)
Гранки — деревня в Руднянском районе Смоленской области России. Входит в состав Смолиговского сельского поселения. Население — 243 жителя (2007 год). 
Расположена в западной части области в 23 км к юго-востоку от Рудни, в 1 км севернее автодороги А141 Орёл — Витебск, на берегу реки Лелеква. В 0,5 км северо-восточнее деревни расположена железнодорожная станция Поселковая на линии Смоленск — Витебск. 

## История
В годы Великой Отечественной войны деревня была оккупирована гитлеровскими войсками в июле 1941 года, освобождена в октябре 1943 года.